# Simulium ovazzae
Simulium ovazzae är en tvåvingeart som beskrevs av Jean Charles Marie Grenier och Mouchet 1959. Simulium ovazzae ingår i släktet Simulium och familjen knott. Inga underarter finns listade i Catalogue of Life.